# Hydnopolyporus fimbriatus
Hydnopolyporus fimbriatus es un hongo tropical de la familia Irpicaceae que se alimenta de madera y parasita raíces.

## Descripción
Tiene basidiomas de 4-23 mm de diámetro, cespitosos, imbricados, múltiples y delgados. De píleo espatulado o flabelado dividido en múltiples lóbulos, subestipitados a sésiles, confluyen y se adhieren unos a otros por la base de 1-2.8 x 0.1-0.4 mm de color blanquecino, blanco o amarillento, la zona marginal de color café a café claro concéntrico en ejemplares secos, superficie pubescente a glabra, estriada a lo largo, fimbriada y contexto delgado. Himenio liso o con estructuras semejantes a papilas, dientes o tubos de bocas angulares a petaloides.
El sistema hifal es monomítico, hifas sin fíbulas y hialinas en KOH. Basidiosporas de 4.5-5.6 x 3-4 μm, elipsoides a ovoides, de pared delgada, hialinas en KOH. Basidios clavados con dos o cuatro esterigmas, de pared delgada, hialinos en KOH.
Hydnopolyporus fimbriatus es un hongo que destruye la madera y tal vez parasite raíces de árboles de madera blanda. Es distintiva la forma y agrupamiento de los basidiomas, la organización del himenóforo y microscópicamente sus basidiosporas y sistema hifal monomitico. Se ha citado de los Estados de San Luis Potosí, Jalisco, Puebla, Morelos, Distrito Federal, Oaxaca, Chiapas y Veracruz como H. palmatus que, a diferencia de esta, su sistema hifal es trimítico.

## Distribución y hábitat
Crece en zonas tropicales y subtropicales de América. En México se ha reportado para los estados de Querétaro, Guanajuato, Hidalgo y Veracruz. También se ha reportado para Costa Rica, Colombia (Cundinamarca) y Brasil.
Son lignícolas, cespitosos a ras de suelo, regularmente forman fascículos gregarios sobre tocones, la base de árboles y madera enterrada, parasitan raíces de árboles nativos vivos.